# Börstils församling
Börstils församling var en församling i Uppsala stift och i Östhammars kommun i Uppsala län. Församlingen uppgick 2006 i Frösåkers församling.

## Administrativ historik
Församlingen har medeltida ursprung. 25 mars 1368 utbröts Östhammars församling, 18 mars 1491 utbröts Öregrunds församling och senaste 1641 utbröts Gräsö församling.
Församlingen utgjorde före 1368 ett eget pastorat och var därefter till 1962 moderförsamling i pastoratet Börstil och Östhammar som mellan 1641 och 1845 även omfattade Gräsö församling. Från 1962 till 1972 moderförsamling i pastoratet Börstil, Östhammar och Harg. Från 1972 till 2006 annexförsamling i pastoratet Östhammar, Börstil, Harg, Valö och Forsmark. Församlingen uppgick 2006 i Frösåkers församling.

## Kyrkor
- Börstils kyrka